# 吉田謙吉
吉田 謙吉（よしだ けんきち、1897年2月10日 - 1982年5月1日）は、日本の舞台装置家、映画の美術監督、衣裳デザイナー、タイポグラフィ作家である。

## 人物・来歴
1897年（明治30年）2月10日、東京府東京市日本橋区（現在の東京都中央区日本橋）に生まれる。
17歳のとき、二科会に『演劇人』を出品、初入選を果たす。旧制・東京美術学校図案科（現在の東京藝術大学美術学部デザイン科）に入学、同校在学中の1920年（大正9年）、帰山教正が映画芸術協会で製作・監督したサイレント映画『幻影の女』、『白菊物語』の字幕タイポグラフィを制作する。1922年（大正11年）、同校を卒業する。同年、大正期新興美術運動を担った古賀春江、神原泰、中川紀元、岡本唐貴、浅野孟府らのグループ「アクション」の設立に参加する。
1923年（大正12年）の関東大震災後、演劇復興のため、1924年（大正13年）に土方与志と小山内薫が創設した築地小劇場に宣伝・美術部員として参加、同年6月の第1回公演『海戦』の舞台装置・衣裳を手がけ、表現主義的な舞台装置を発表する。土方与志演出のロマン・ロラン作『狼』の舞台等で「丸太式組立て舞台」を発表、新進装置家として認められるところとなる。当時の弟子に図案科の後輩の河野鷹思がいる。
また関東大震災の頃から街中の看板等を写生する活動を始め、1924年、雑誌『建築新潮』に「バラク東京の看板美」を寄稿。これらの活動が後に「考現学」に発展し、1930年（昭和5年）には東京美術学校の先輩・今和次郎とともに共著『モデルノロヂオ』を上梓する。
1925年（大正14年）には、小山内が上梓した書籍『三つの願ひ 童話劇』の装丁を手がける。同年、日活京都撮影所第二部が製作した溝口健二監督の『無銭不戦』に「舞台衣裳考案」として参加している。1927年（昭和2年）には、小山内がミナトーキーで監督した初期トーキー作品『黎明』の美術装置を設計した。
1930年、単著『舞台装置者の手帖』を上梓。
1935年（昭和10年）からは、京都のJ.O.スタヂオ（のちの東宝映画京都撮影所）で現代劇の舞台装置・美術デザインを手がけ、1937年（昭和12年）にはドイツと合作したアーノルド・ファンク・伊丹万作共同監督による映画『新しき土』の装置を手がけた。
第二次世界大戦後は、吉田謙吉舞台美術研究所を設立、同研究所からは中林啓治、松下朗らを輩出した。
1982年（昭和57年）5月1日、死去した。満85歳没。

## フィルモグラフィ
特筆のないものはすべて「美術」とクレジット。
- 『幻影の女』 : 監督帰山教正、映画芸術協会 / 国際活映、1920年 - 字幕
- 『白菊物語』 : 監督帰山教正、映画芸術協会 / 国際活映、1920年 - 字幕
- 『無銭不戦』 : 監督溝口健二、舞台装置亀原嘉明、字幕小栗美二、日活京都撮影所第二部、1925年 - 舞台衣裳考案
- 『黎明』 : 監督小山内薫、ミナトーキー、1927年 - 装置
- 『百万人の合唱』 : 監督富岡敦雄、J.O.スタヂオ・ビクターレコード、1935年
- 『小唄磯鳥追お市』 : 監督円谷英二、J.O.スタヂオ、1936年
- 『勝太郎小守唄』 : 監督永富映次郎、J.O.スタヂオ、1936年
- 『新しき土』 : 監督アーノルド・ファンク・伊丹万作、J.O.スタヂオ、1937年 - 装置
- 『奥村五百子』 : 監督豊田四郎、東京発声映画製作所・新日本映画研究所、1940年 - 美術・美術考証
- 『大地に祈る』 : 監督村田武雄、東京発声映画製作所、1941年 - 園真と共同
- 『海軍』 : 監督田坂具隆、美術工作浅野孟府、装置六郷俊、松竹太秦撮影所、1943年 - 美術考証、柴田篤二と共同

## 著書
- 『舞台装置者の手帖』四六書院、1930年
- 『南支風土記　絵と文』大東出版社、1940年
- 『たのしい舞台装置』みつばち文庫、国土社、1951年
- 『絵本ヨーロッパ　舞台装置家の眼』美術出版社、1954年
- 『女性の風俗』河出新書、1955年
- 『築地小劇場の時代　その苦闘と抵抗と』八重岳書房、1971年
- 『吉田謙吉が撮った戦前の東アジア』草思社、2020年。塩澤珠江（長女）解説

## 共著
- 『モデルノロヂオ　考現学』、共著今和次郎、春陽堂、1930年
- 『考現学採集　モデルノロヂオ』今和次郎共編、建設社、1931年